# Terapia de afirmación de género
Las terapias de afirmación de género son medidas médicas que sirven para alinear las características primarias o secundarias con una norma.
Estos generalmente consisten en terapia con: 
- Hormonas sexuales (ver también endocrinología y terapia de reemplazo hormonal)
- Medicamentos bloqueadores de hormonas

o también de 
- Intervenciones quirúrgicas, ver Cirugía de afirmación de género.

## Intersexualidad
En las personas intersexuales (Personas con características ambiguas de género físico femenino o masculino), se pueden tomar medidas médicas para adaptar el cuerpo al género percibido o sospechoso. Esto puede variar desde equilibrar un nivel hormonal anormal hasta intervenciones "menores", como reducir el tamaño del clítoris o rediseñar completamente el área genital mediante cirugía plástica. 
Especialmente en el pasado, la decisión de tomar esa medida en la infancia a menudo la tomaban los padres sin esperar el desarrollo personal del niño. Dado que la extracción de los genitales masculinos rudimentarios (es decir, la operación en la mujer) es la medida quirúrgica más fácil, se eligió con más frecuencia, sin ser la más apropiada para la situación del niño en casos individuales. Como cualquier cirugía, la cirugía de reasignación de género es una invasión de la integridad física que solo es legal con el consentimiento del paciente. A pesar de que la custodia parental autoriza principalmente a los padres a dar su consentimiento a dicha intervención en nombre de sus hijos menores, hoy existe una controversia sobre si es justificable en el caso especial de reasignación de género si los padres toman esta decisión por sus hijos. 

## Transexualidad
Para transexuales (personas que no se identifican completamente con sus características de género primarias y secundarias) se llevan a cabo para adaptar el cuerpo al género percibido. Estas medidas tienen lugar a solicitud expresa de las personas interesadas y, en general, después de evaluaciones detalladas. A menudo sigue siendo controvertido si estas medidas deberían beneficiar a todos los que las necesitan o solo a las personas que cumplen con la definición de transexualidad. La tendencia, tanto entre las personas transgénero como entre los profesionales, es cada vez más hacia las primeras. 

## Ley
Con menos frecuencia, las medidas legales también se incluyen en las medidas de género, es decir, la adaptación de los nombres y/o el estado civil a otro género: 
- En Alemania, ver la Ley de transexuales, también es posible un cambio de acuerdo con la Ley del estado civil (§45b PStG).
- En Austria no existe una ley de implementación después de que los dos decretos transexuales hayan sido derogados, el cambio en el estado civil se basa en la Ley del Estado Civil (Austria), el cambio de nombre se basa en la Ley de Cambio de Nombre (NÄG) en relación con las disposiciones de la ley de nombres de la PStG.

## Frecuencia
| Prevalencia de disfraces y disposiciones de TG/TS en los Estados Unidos (2001) | Prevalencia de disfraces y disposiciones de TG/TS en los Estados Unidos (2001) | Prevalencia de disfraces y disposiciones de TG/TS en los Estados Unidos (2001) | Prevalencia de disfraces y disposiciones de TG/TS en los Estados Unidos (2001) |
| ------------------------------------------------------------------------------ | ------------------------------------------------------------------------------ | ------------------------------------------------------------------------------ | ------------------------------------------------------------------------------ |
| TG: transgénero, TS: transexualidad, GA-OP: cirugía de reasignación de género  |                                                                                |                                                                                |                                                                                |
| Criterio                                                                       | Estimación conservadora la prevalencia actual                                  | % de a                                                                         | „Prevalencia "intrínseca,,6 valor mínimo probable                              |
| Travestismo intensivo a tiempo parcial                                         | 1:50                                                                           | 2,0–5,0                                                                        | 1:20                                                                           |
| Personas con sentimientos fuertes de TG                                        | 1:200                                                                          | 0,5–2,0                                                                        | 1:50                                                                           |
| Personas con sentimientos fuerts de TS                                         | 1:500                                                                          | 0,2–0,7                                                                        | 1:150                                                                          |
| Transiciones TG (sin GA-OP)                                                    | 1:1000                                                                         | 0,1–0,5                                                                        | 1:200                                                                          |
| Transiciones TS (con GA-OP)                                                    | 1:2500                                                                         | 0,04–0,2                                                                       | 1:500                                                                          |